# Lucas Maina
Lucas Emiliano Maina (Buenos Aires, 26 agosto 1985) è un giocatore di calcio a 5 argentino.

## Carriera
Ha iniziato la sua carriera nel calcio a 5, nelle giovanili dell'Argentinos Junior. Successivamente si trasferisce in Italia, per giocare prima con l'Arzignano Grifo, e poi con il Marigliano. Nel 2009 si trasferisce a titolo definitivo al Latina.
Nel dicembre del 2011 in una partita contro l'Albano calcio a 5, Maina segna un gol di estrema difficoltà. Il gol fa rapidamente il giro del mondo, grazie anche alla diffusione del video su internet. Il 18 gennaio 2014 realizza una tripletta nel match interno contro l'Acireale: il terzo di questi permette al pivot di raggiungere le 200 marcature complessive con la maglia del Latina.
Nell'estate del 2017 passa al Petrarca in Serie B. Nell'estate del 2018 torna nel Lazio e approda alla Fortitudo Futsal Pomezia.

## Palmarès

### Competizioni nazionali
- Primera División: 1
Argentinos Junior: 2004
- Campionato di Serie A2: 1
Latina: 2013-14 (girone B)
- Campionato di Serie B: 2
Latina: 2011-12 (girone E)
Petrarca: 2017-18 (girone B)
- Coppa Italia di Serie B: 1
Petrarca: 2017-18